# Micheline Cambron
Pour les articles homonymes, voir Cambron (homonymie).
Micheline Cambron, née à Montréal le 23 novembre 1953, est spécialisée en histoire littéraire et culturelle du Québec, ainsi qu'en didactique de la littérature. Au croisement de plusieurs disciplines — histoire, anthropologie, éducation —, ses recherches se situent à l'intersection et dans le prolongement de la sociocritique et des travaux de Paul Ricœur sur le récit, tout en débordant les catégories traditionnelles du littéraire.

## Éléments biographiques
Elle est née à Montréal et y a passé son enfance, s'intéressant très tôt à la littérature et particulièrement au théâtre. Elle s'inscrit à l’Université de Montréal, où elle fait un baccalauréat en Études françaises (1975). Elle enseigne ensuite le français au Cégep de Shawinigan tout en terminant son mémoire de maîtrise (1979). Après avoir obtenu son doctorat (1988), elle est engagée comme professeure au Département des littératures de langue française de la même université en 1989. Elle est actuellement professeure émérite, depuis 2020. 
En parallèle à son activité d’enseignement, à la direction de thèses et à ses projets de recherche, elle a dirigé le Centre d'études québécoises (CÉTUQ) de 1997 à 2003 et a fondé en 2002, avec Denis Saint-Jacques, le Centre de recherche interuniversitaire sur la littérature et la culture au Québec (CRILCQ).

## Activités de recherche
Dans sa thèse, publiée sous le titre Une société, un récit, elle s'attache à montrer « l’impact déterminant de la littérature sur la société. » Pour ce faire, elle met en relation diverses productions culturelles de la décennie 1967-1976 — une série d'articles de Lysiane Gagnon sur l'éducation, des monologues d'Yvon Deschamps, des poèmes de Gaston Miron, une pièce de Michel Tremblay, un roman de Réjean Ducharme et des chansons du groupe Beau Dommage — dont elle dégage les éléments d'un récit identitaire commun. Sa démarche se situe dans un paradigme défini par Paul Ricœur, qui invite à considérer la narrativité « moins comme un attribut particulier de certains textes que comme une activité structurante reliée à la dimension temporelle du Discours (p. 28) et à voir dans le récit non plus un objet clos mais un mode inné d'organisation du sens pour l'esprit humain (p. 19) et, par conséquent, un processus actif d'organisation du discours social commun ». En même temps, elle dépasse le niveau de la seule analyse narrative en prenant en compte les « dimensions éthique, épistémologique et pragmatique des textes. »
Poursuivant dans cette veine, ses recherches viseront à élaborer « une nouvelle façon, globale et intégrée, de penser la vie culturelle québécoise ». À cette fin, elle a travaillé sur une histoire de la culture artistique au Québec, avec des historiens de l’art, des musicologues et des littéraires, en s’intéressant notamment à l’impact des formes discursives sur la diffusion, la réception et l’historiographie de la littérature québécoise du  XIXe siècle et du XXe siècle.
Elle a également mené des recherches sur le rôle de la presse dans la vie culturelle montréalaise de l'entre-deux-guerres, « en étudiant à la fois la culture qui circule dans les périodiques et les formes que prend cette circulation : facture des périodiques, genres journalistiques, indices pragmatiques dessinant en creux le lectorat et constituant des marqueurs identitaires ».
À travers ces divers projets, elle cherche notamment à poser de façon nouvelle le cadre même de l’histoire littéraire en questionnant la visée téléologique et «close» propre à une histoire de la littérature vue comme un récit national, projet d'autant plus difficile dans la situation du Québec que « l’historiographie littéraire nationale est toujours inextricablement liée aux enjeux identitaires. »

## Publications (sélection)
- Une société, un récit, discours culturel québécois (1967-1976) : essai, Montréal, L’Hexagone, 1989, 204 p.
- Micheline Cambron (dir), Le journal Le Canadien: littérature, espace public et utopie, 1836-1845, Montréal, Fides, 1999, 419 p.
- Micheline Cambron et Dominic Hardy (dir.), avec la collaboration de Nancy Perron, Quand la caricature sort du journal. Baptiste Ladébauche 1878-1957, Montréal, Fides, 2015, 326 p.
- Micheline Cambron (dir), La vie culturelle à Montréal vers 1900, Montréal, Fides et la Bibliothèque nationale du Québec, 412 p., 16 planches couleurs, accompagné d’un CD, 2005
- Micheline Cambron et Gérard Langlade (dir.), L'événement de lecture, Montréal, Nota bene, 2015, 400 p.
- Lucie Bourassa, Micheline Cambron et Suzanne Foisy (dir.), Actes du colloque L’héritage littéraire de Paul Ricœur, Fabula, 2013 (lire en ligne)
- Micheline Cambron et Hans‑Jürgen Lüsebrink, « Presse, littérature et espace public. De la lecture et du politique », Études françaises, vol. 36, no 3,‎ 2000, p. 127‑145 (lire en ligne).
- Micheline Cambron et Stéphanie Danaux (dir.), La recherche sur la presse. Nouveaux bilans nationaux et internationaux, 2013 (lire en ligne).
- Micheline Cambron et Laurent Mailhot, André Brochu : écrivain, Montréal, Hurtubise HMH, 2006, 223 p..
- Micheline Cambron et Marc Brosseau, « Entre géographie et littérature : frontières et perspectives dialogiques », Recherches sociographiques, vol. 44, no 3,‎ 2003, p. 525-547 (lire en ligne)
- Micheline Cambron, Jeanne Demers et Lise Gauvin, « Quand le conte se constitue en objet(s) : bibliographie analytique et critique », Littérature, no 45,‎ 1982, p. 79-113 (lire en ligne)
- Micheline Cambron et André G. Roy, « Vie culturelle: la turbulence comme métaphore », Globe : revue internationale d’études québécoises, vol. 15, nos 1-2,‎ 2012, p. 201-229 (lire en ligne)
- « Usages de la critique : trouver sa voix », Le français aujourd'hui, no 160,‎ 2008, p. 89-95.
- « Des petits récits et du grand récit. Raconter l'histoire de la littérature québécoise », Littérature, no 124,‎ 2001, p. 81-97 (lire en ligne)
- « Introduction. L’indiscipline de la culture: objets et méthode », Globe : revue internationale d’études québécoises, vol. 15, nos 1-2,‎ 2012, p. 13-21 (lire en ligne)
- « La tentation de l'utopie. Conception du langage et enseignement de la littérature au Québec », dans Main basse sur l'éducation, Québec, Nota bene, 1999, p. 167-190.
- « Le récit utopique au Québec », dans Vita Fortunati, Raymond Trousson et Paola Spinozzi (dir.), Histoire transnationale de l’utopie littéraire et de l’utopisme, Paris, Honoré Champion, 2008, p. 1271-1278.
- « La ville, la campagne, le monde : univers référentiel et récit dans Bonheur d'occasion et Le Survenant », Études françaises, vol. 33, no 3,‎ 1997, p. 23-35 (lire en ligne).
- « Récit et identité narrative : fragment, totalisation, apories. Étude des récits de Michel Tremblay et de Gilles Archambault », Québec Studies, vol. 28,‎ 1997, p. 147‑157.
- « Préface. Leçon de méthode », dans Fernand Dumont, Le Sort de la culture (réédition), Montréal, L'Hexagone / Typo, 1995, p. 7-23.
- « La société récitée. Sur la fécondité du concept d’identité narrative », dans Lucie Bourassa, Micheline Cambron et Suzanne Foisy (dir.), Actes du colloque L’héritage littéraire de Paul Ricœur, 2013 (lire en ligne)
- « Le concept de littérature régionale », dans Fernand Harvey (dir.), La région culturelle : problématique interdisciplinaire, Québec, Institut québécois de recherche sur la culture, 1994, p. 143-159.
- « 1916. Y a-t-il un événement Maria Chapdelaine ? », dans Denis Saint-Jacques et Marie-José Des Rivières (dir.), De La Belle Époque à la Crise. Chroniques de la vie culturelle à Montréal, Québec, Nota bene, 2015, p. 157-170.
- « Le discours sur la Grande Guerre. Demande d’histoire », Voix et images, no 110,‎ 2012, p. 15-33 (lire en ligne)
- « Lecture et non-lecture  de  Jean Rivard d’Antoine Gérin-Lajoie », dans M.-E. Lapointe et K. Cellard (dir.), Transmission et héritage, Montréal, Presses de l’Université de Montréal, 2011, p. 113-141.
- « Enseignement et circulation littéraire. L’interlisibilité des textes francophones », Québec Studies, no 49,‎ 2010, p. 31-45
- « L’enchevêtrement des histoires littéraires dans la francophonie d’Amérique », Francophonies d’Amérique, no 26,‎ 2008, p. 345-355. (lire en ligne).
- « La poésie sur la place publique : récit en trois mouvements », Études françaises, vol. 36, no 3,‎ 2000, p. 95-112 (lire en ligne)
- avec Hans-Jürgen Lüsebrink, « Presse, littérature et espace public : de la lecture et du politique », Études françaises, vol. 36, no 3,‎ 2000, p. 127-145 (lire en ligne)

## Prix et distinctions
- Membre de la Société royale du Canada (2013)
- Membre de l'Académie des lettres du Québec (2017)

## Sources
- Micheline Cambron, « Autoportrait. La littérature dans la cité », Lettres québécoises, no 150,‎ 2013 (lire en ligne)
- Karine Cellard, « La littérature québécoise sans frontières », Lettres québécoises, no 150,‎ 2013 (lire en ligne)
- Laure Hesbois, « Une société un récit », Voix et images, no 16 (1),‎ automne 1990, p. 154-156 (lire en ligne)
- Robert Dion, « Vie culturelle, vie littéraire », Voix et Images, no 31 (2),‎ hiver 2006, p. 177-182 (lire en ligne)
- François Paré, « Micheline Cambron : Interroger l’oubli », Lettres québécoises, no 150,‎ 2013 (lire en ligne)